# Green Hell
Green Hell is een Amerikaanse avonturenfilm uit 1940 onder regie van James Whale. Destijds werd de film in Nederland uitgebracht onder de titel De groene hel.

## Verhaal
Een groep avonturiers gaat in het oerwoud van Zuid-Amerika op zoek naar de schat van de Inca's. De vrouw van een van de gesneuvelde avonturiers zaait verdeeldheid in de groep. Bovendien zitten inboorlingen hen op de hielen.

## Rolverdeling
| Acteur                | Personage            |
| --------------------- | -------------------- |
| Douglas Fairbanks jr. | Keith Brandon        |
| Joan Bennett          | Stephanie Richardson |
| John Howard           | Hal Scott            |
| George Sanders        | Forrester            |
| Alan Hale             | Dr. Loren            |
| George Bancroft       | Tex Morgan           |
| Vincent Price         | David Richardson     |
| Eugene Gericke        | Graham               |
| Francis McDonald      | Gracco               |
| Mala                  | Mala                 |
| Peter Bronte          | Santos               |
| Lupita Tovar          | Indianenmeisje       |